# Euphorbia pyrenaica
Euphorbia pyrenaica es una especie fanerógama perteneciente a la familia de las euforbiáceas. Es originaria de España y Francia.

## Descripción
Es una planta perenne, multicaule, glabra. Con rizoma reptante, con numerosos tallos, amarillentos. Los tallos alcanzan un tamaño de hasta 20 cm de altura, decumbentes o, raramente, postrado-ascendentes, flexuosos, simples, gruesos, herbáceos. Las hojas medias y superiores 4-12 x 2-5 mm, ovadas, elípticas. Pleocasio con frecuencia reducido a un ciatio único, por excepción con 2-3 radios no ramificados. Fruto subesférico, poco sulcado, rojizo en la madurez; con cocas redondeadas. Semillas subesféricas, lisas, de un color pardo obscuro; carúncula  hemisférica, subterminal. Tiene un número de cromosomas de 2n = 42.

## Distribución y hábitat
Se encuentra en suelos pedregosos crioturbados; calcícola estricta, prefiere ambientes frescos con abundantes nieblas; a una altitud de (1200)1500-2500 metros. Endemismo de los Pirineos occidentales (ambas vertientes) y la cordillera Cantábrica.

## Taxonomía
Euphorbia pyrenaica fue descrita por Claude Thomas Alexis Jordan y publicado en Observations sur Plusieurs Plantes Nouvelles 3: 237. 1846.
Etimología
Euphorbia: nombre genérico que deriva del médico griego del rey Juba II de Mauritania (52 a 50 a. C. - 23), Euphorbus, en su honor – o en alusión a su gran vientre –  ya que usaba médicamente Euphorbia resinifera. En 1753 Carlos Linneo asignó el nombre a todo el género.
pyrenaica: epíteto geográfico que alude a su localización en los Pirineos.
Sinonimia
- Euphorbia chamaebuxus Bernard ex Gren. & Godr.
- Tithymalus chamaebuxus (Bernard ex Gren. & Godr.) Soják
- Tithymalus pyrenaeus Bubani[5]